# 2374 Vladvysotskij
2374 Vladvysotskij eller 1974 QE1 är en asteroid i huvudbältet som upptäcktes den 22 augusti 1974 av den sovjetisk-ryska astronomen Ljudmila Zjuravljova vid Krims astrofysiska observatorium på Krim. Den har fått sitt namn efter den sovjetiske sångaren och skådespelaren Vladimir Vysotskij.
Asteroiden har en diameter på ungefär 26 kilometer och den tillhör asteroidgruppen Meliboea.